# マイケル・ダディコフ
マイケル・ジョゼフ・スティーヴン・ダディコフ・Jr.（Michael Joseph Stephen Dudikoff Jr., 1954年10月8日 - ）は、アメリカ合衆国の俳優。

## 来歴

### 生い立ち
かつてアメリカ陸軍に従事していた父マイケル・ジョゼフ・スティーヴン・ダディコフ・シニアと、ケベック出身のピアニストである母リタ・T・ジラルダンの四男としてカリフォルニア州ロサンゼルス郡レドンドビーチに生まれる。地元の公立高校を卒業後、同州所在のコミュニティ・カレッジの一つであるロサンゼルス・ハーバー・カレッジで児童心理学を学ぶ。

### ファッションモデル
コミュニティ・カレッジの学費を支払うため、虐待された青少年を対象とするリハビリテーション施設やレストランで働いていたところ、モデル業に度々スカウトされるようになる。ショッピングモールでのキャットウォークを皮切りに、カルバン・クラインやGQ、日本コカ・コーラなどのブランド・媒体でもファッションモデルやキャンペーンモデルを務めた。

### コメディ俳優
すぐに俳優としてもキャリアを始動し、CBSのテレビドラマ『Dallas』やABCのシットコム『Out of the Blue』に脇役として出演するようになる。1970年代末、CBSのシットコム『ハッピーデイズ』でエリン・モーラン演じるジョニーの最初のボーイフレンド役を演じていたところ、同番組のスタジオ収録をたまたま観覧に訪れていたパラマウント映画社長ゲイリー・ナーディノの目に留まり、同社との優先的な出演契約を結ぶことになった。
1980年代に入ると、ニール・サイモン脚本の『わたしは女優志願』やトム・ハンクス主演の『独身SaYoNaRa! バチェラー・パーティ』などのコメディ映画に出演したほか、ABCのシットコム『Star of the Family』ではメインキャストの一人に起用される。

### アクション俳優
1985年、アクション映画の主演俳優を探していたキャノン・グループ関係者の目に留まり、『アメリカン忍者』の主人公ジョー・アームストロング役に抜擢される。キャノン・グループ総帥メナヘム・ゴーランからは、第二のジェームズ・ディーンとしての期待を寄せられた。それまで主にコメディ畑で活動してきたダディコフにとって、自分がアクション映画の主役に起用されたことは驚きだったという。その後はキャノン・グループを代表するアクションスターの一人として、チャック・ノリス、チャールズ・ブロンソン、ショー・コスギ、ジャン＝クロード・ヴァン・ダムらとともに1980年代アクション映画の黄金時代を築き上げた。
1990年代以後も『ソルジャー・ボーイズ』や『エグゼクティブ・コマンド』などの本格アクション映画はもとより、青春アドベンチャー要素を取り入れた『わたしを救けて/レスキュー・ミー!』、SF要素を前面に押し出した『スペース・オデッセイ』など、様々なモチーフのアクション映画で主役・主役級の役柄を演じ、1998年公開の『ジェリー・スプリンガー ザ・ムービー/人の不幸はクセになる』では久々にコメディ俳優としての才能を浮かび上がらせている。

### 活動休止と復帰
俳優業からのしばしの休息が必要だと考え、2004年には中古住宅のリフォーム仲介業に転身するも、2013年にウェブドラマシリーズ『Zombie Break Room』で俳優復帰を果たした。2014年以降はキャノン・グループに関する複数のドキュメンタリー作品に出演したほか、アクション映画『ネイビーシールズ:オペレーションZ』の助演俳優として銀幕にも復帰している。

## 私生活
- 2004年に結婚し、双子をはじめとする3人の子どもをもうけている[13]。
- アクション映画に出演するようになって以来、空手や合気道、柔道やブラジリアン柔術の鍛錬に励み、ブラジリアン柔術9段赤帯保持者ホリオン・グレイシーやブラジリアン柔術赤黒帯保持者リガン・マチャド（英語版）との交友を深めるようになった[14][15]。2012年に応じたインタビューによると、現在はウエイトリフティングには取り組んでいないものの、水泳とダンスエクササイズで身体作りを続けているという[16]。

## 出演作品

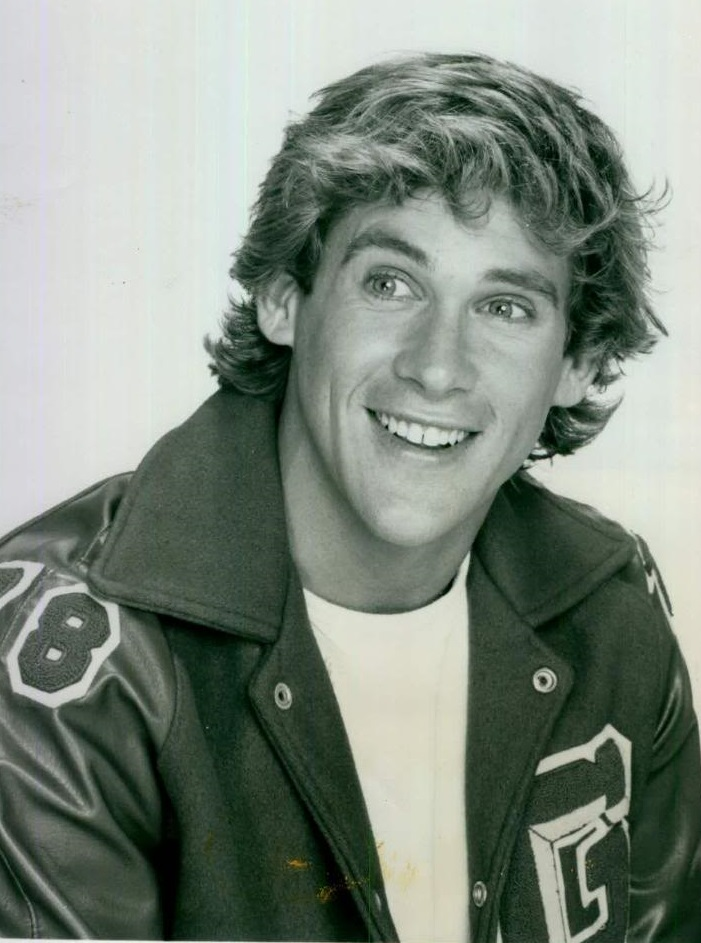
『Star of the Family』出演時のダディコフ（1982年）

| 公開年 | 邦題 原題                                                            | 役名                           | 備考 |
| ------ | -------------------------------------------------------------------- | ------------------------------ | ---- |
| 1980   | ブラック・マーブル The Black Marble                                  |                                |      |
| 1981   | ブラッディ・バースデイ/天使の顔をした悪魔の子供たち Bloody Birthday  | ウィラード                     |      |
| 1982   | メーキング・ラブ Making Love                                         | バーの若い男 #2                |      |
| 1983   | わたしは女優志願 Neil Simon's I Ought to Be in Pictures              | バスの青年                     |      |
| 1983   | 地獄の7人 Uncommon Valor                                             | ドーン                         |      |
| 1984   | 独身SaYoNaRa! バチェラー・パーティ Bachelor Party                    | ライコ                         |      |
| 1985   | ラジオアクティブ・ドリーム Radioactive Dreams                        | ハマー                         |      |
| 1985   | アメリカン忍者 American Ninja                                        | ジョー・アームストロング二等兵 |      |
| 1986   | 地獄の遊戯 Avenging Force                                            | マット・ハンター大尉           |      |
| 1987   | アメリカン忍者2/殺人レプリカント American Ninja 2: The Confrontation | ジョー・アームストロング二等兵 |      |
| 1988   | 地獄からの生還/プラトーン・リーダー Platoon Leader                   | ジェフ・ナイト大尉             |      |
| 1989   | デス・リバー/失なわれた帝国 River of Death                           | ジョン・ハミルトン             |      |
| 1990   | ミッドナイト・ライド Midnight Ride                                   | ローソン                       |      |
| 1990   | ブラックフォース American Ninja 4: The Annihilation                  | ジョー・アームストロング       |      |
| 1991   | アイアン・シールド The Human Shield                                  | ダグ・マシュー                 |      |
| 1992   | わたしを救けて/レスキュー・ミー! Rescue Me'                          | ダニエル・マクドナルド         |      |
| 1994   | ファイナル・コマンド Chain of Command                                | メリル・ロス                   |      |
| 1995   | サイバー・ジャック Cyberjack                                         | ニック・ジェームス             |      |
| 1995   | ソルジャー・ボーイズ Soldier Boyz                                    | ハワード・トリヴァー少佐       |      |
| 1996   | バウンティ・ハンターズ/イケてる賞金稼ぎ Bounty Hunters               | ジャージー                     |      |
| 1996   | ムービング・ターゲット Moving Target                                 | ソニー                         |      |
| 1997   | エグゼクティブ・コマンド Strategic Command                           | リック・ハーディング博士       |      |
| 1997   | クラッシュ・ダイブ Crash Dive                                        | ジェームズ・カーター           | OV   |
| 1997   | ハードボール Bounty Hunters 2: Hardball                              | ジャージー                     |      |
| 1998   | フリーダム・ストライク Freedom Strike                                | トム・ディックソン             |      |
| 1998   | ステルスVSステルス/エグゼクティブ・コマンド Black Thunder            | ヴィンス                       |      |
| 1998   | クラッシュ・ダイブ II Counter Measures                               | ジェイク・フラー大尉           | OV   |
| 1998   | ジェリー・スプリンガー ザ・ムービー/人の不幸はクセになる Ringmaster  | ラスティ                       |      |
| 1999   | ダブル・トラップ/白い肌の迷宮 In Her Defense                         | アンドリュー・ガーフィールド   |      |
| 1999   | ミレニアム・クライシス Fugitive Mind                                 | ロバート・ディーン             |      |
| 2000   | EXECUTIVE SNIPER エグゼクティブ・スナイパー The Silencer             | クイン・シモンス               |      |
| 2001   | アブレイズ Ablaze                                                    | ダニエルズ                     |      |
| 2002   | アルティメット・ストーム Gale Fource                                 | ジャレード                     |      |
| 2002   | スペース・オデッセイ Stranded                                        | エド・カーペンター             | OV   |
| 2015   | ネイビーシールズ:オペレーションZ Navy Seals vs. Zombies              | シアー中尉                     |      |